# Chiesa di Caliano
La chiesa di Caliano era un edificio religioso situato nel comune di Grosseto. La sua ubicazione era presso la località di Campogaliano, non lontano dalla torre della Trappola, nella parte sud-occidentale del territorio comunale nei pressi dell'argine destro del fiume Ombrone.
Di origini altomedievali, la chiesa fu costruita presso un insediamento castellano anch'esso perduto; la sua esistenza è storicamente accertata per la prima volta nel 973. Già nelle epoche successive, tuttavia, furono perdute le tracce dell'esistenza di questo edificio religioso, che quasi sicuramente venne abbandonato in epoca tardomedievale dopo che anche il nucleo castellano presso cui sorgeva risultava oramai in rovina.
Della chiesa di Caliano sono state perse completamente le tracce già in epoca remota, tanto da essere ignota perfino la sua intitolazione. Tuttavia, è stata recentemente individuata l'area in cui era ubicato il luogo di culto grazie ad indagini storiche sul toponimo.